# 中國質量報
中國質量報是由國家質量監督檢驗檢疫總局主管，中國質量報刊社主辦的一份與中華人民共和國的質量工作和市場監管領域有關的報紙。報紙創刊於1989年8月1日，最初名為中國技術監督報，1994年7月2日更名為中國質量報。中國質量報的報名由江澤民題寫，並於1994年12月14日正式啟用。

## 外部連結
- 中国质量新闻网
- 《中国质量报》电子版